# Mitsuyo Seo
Mitsuyo Seo  (瀬尾光世?, Seo Mitsuyo) (Himeji, 26 settembre 1911 – 24 agosto 2010) è stato un animatore e illustratore giapponese.

## Biografia
Il suo esordio nel mondo dell'animazione si deve a Kenzō Masaoka, di cui Seo fu allievo e con il quale, nel 1932 contribuì alla realizzazione del primo cartone animato giapponese con il sonoro parlato, Chikara to onna no yo no naka. Nel 1933 fondò un proprio studio con il quale produsse una fortunata serie di cortometraggi, Osaru Sankichi (Sankichi la scimmia). Ormai affermatosi, nel 1943 si trovò, quindi, a fare parte della macchina della propaganda mediatica finanziata dalla Marina imperiale, realizzando dapprima il cortometraggio patriottico Momotaro no umiwashi (Momotaro, l'aquila dei mari) e, successivamente, il primo lungometraggio della storia dell'animazione giapponese, Momotarō: umi no shinpei (Momotaro, divino guerriero dei mari). Terminata la guerra, iniziò a lavorare ad un musical animato, Osama no shippo (La coda del Re), che vide la luce, dopo diverse interruzioni per mancanza di fondi, solo nel 1949, ma che non fu mai distribuito. Deluso da questa esperienza, lasciò l'animazione per diventare un illustratore con lo pseudonimo di Seo Taro.